# Вилья-Доминико
Вилья-Доминико (исп. Villa Domínico) — поселение в Аргентине в провинции Буэнос-Айрес. Часть агломерации Большой Буэнос-Айрес.

## История
В середине XIX века земли в этих местах принадлежали Хорхе Доминико. В 1872 году через них прошла железная дорога, а в 1894 году началась продажа земельных участков под жилищное строительство. В 1909 году была построена железнодорожная станция «Вилья-Доминико», вокруг которой начало быстро расти поселение.